# Alexei Bueno
Alexei Bueno (Rio de Janeiro, 26 de abril de 1963) é um poeta, editor e ensaísta brasileiro. Colabora em diversos órgãos de imprensa no Brasil e no exterior, é membro do PEN Clube do Brasil, e foi, de 1999 a 2002, Diretor do Instituto Estadual do Patrimônio Cultural (INEPAC) do Rio de Janeiro, e membro do Conselho Estadual de Tombamento.

## Biografia
Como editor organizou, para a Nova Aguilar, a Obra completa de Augusto dos Anjos (1994), a Obra completa de Mário de Sá-Carneiro (1995), a atualização da Obra completa de Cruz e Sousa (1995), a Obra reunida de Olavo Bilac (1996), a Poesia completa de Jorge de Lima e a Obra completa de Almada Negreiros (1997), a Poesia e prosa completas de Gonçalves Dias (1998), além de uma nova edição da Poesia completa e prosa de Vinicius de Moraes, no mesmo ano, e a Obra completa de Álvares de Azevedo (2000). Publicou, pela Nova Fronteira, uma edição comentada de Os Lusíadas (1993) e Grandes poemas do Romantismo brasileiro (1994).
Traduziu para o português As quimeras, de Gérard de Nerval, editado pela Topbooks, também com edição portuguesa. Traduziu igualmente poemas de Poe, Longfellow, Mallarmé, Tasso e Leopardi, entre outros. Digna de nota sua tradução de O Corvo (The Raven) de Edgar Allan Poe, "grande desafio para os tradutores de poesia, pelo seu extremo virtuosismo formal", poema que já havia sido traduzido para o nosso idioma por "monstros sagrados" como Machado de Assis e Fernando Pessoa e que integra sua coletânea Cinco séculos de poesia.
Em 1998 publicou, pela Lacerda Editores, a primeira edição brasileira, prefaciada e anotada, da História trágico-marítima e uma edição dos Sonetos de Camões, além do ensaio introdutório e fixação do texto da Jerusalém libertada, de Torquato Tasso, pela Topbooks.
Em 1999 organizou, com Alberto da Costa e Silva, a Antologia da poesia portuguesa contemporânea — um panorama, para a Lacerda Editores, e no ano seguinte publicou a edição remodelada e definitiva, conforme os originais deixados pelo autor, da História das ruas do Rio, de Brasil Gerson.
No ano de 2002 organizou, a convite da UNESCO, a Anthologie de la poésie romantique brésilienne, editada em Paris, e a Correspondência de Alphonsus de Guimaraens, para a Academia Brasileira de Letras. Em 2004 organizou a antologia Poesía brasileira hoxe, para a Editorial Danú, de Santiago de Compostela. Em 2006 organizou e publicou, junto com George Ermakoff, Duelos no serpentário, uma antologia da polêmica intelectual no Brasil.
Em 2007 publicou pela G. Ermakoff Casa Editorial Uma história da poesia brasileira, cujo Prefácio começa com estas palavras: "Há duas definições de poesia que sempre nos pareceram, no limitado de toda definição, das melhores possíveis. Diz a primeira: a poesia é uma indecisão entre um som e um sentido. Afirma a segunda: a poesia é a arte de dizer apenas com palavras o que apenas palavras não podem dizer."
Em 2009 publicou, também pela G. Ermakoff o livro de poemas As desaparições, "um livro sobre a morte, a cidade, sobre a decadência que a cerca e nos cerca, sobre o visível e o que não se vê, e sobre a visceral ânsia humana de eternidade..." Em 2010 lança, por essa mesma casa editorial, João Tarcísio Bueno: O herói de Abetaia, a biografia de seu avô, o Capitão João Tarcísio Bueno, "um dos grandes heróis brasileiros", "nome lendário na história da FEB" e "ator central do mais sangrento e épico dos ataques brasileiros a Monte Castelo".
Em 2012 vem a lume, pela B4 Editores, Machado, Euclides & outros monstros — monstros "no seu encomiástico sentido barroco, aquele mesmo que levou Cervantes a chamar Lope e Vega de monstruo de la naturaleza". Trata-se de uma coletânea de ensaios sobre poetas e prosadores brasileiros — Álvares de Azevedo, Junqueira Freire, Machado de Assis, Castro Alves, Joaquim Nabuco, Euclides da Cunha, Raul Pompeia, Coelho Neto, Olavo Bilac, Augusto dos Anjos, Da Costa e Silva, Ronald de Carvalho, Drummond, Vinicius etc. — até então dispersos em inúmeras publicações.
Em 2013 publica pela Record Cinco séculos de poesia, reunindo "o conjunto de traduções de poesia que fiz, por motivos vários, no último quarto de século", congregando 12 poetas do século XVI à "nossa quase contemporaneidade", entre eles Edgar Allan Poe, Stephane Mallarmé, Longfellow, Giacomo Leopardi e Shakespeare.
Em 2017 a editora portuguesa Exclamação lança Desaparições, antologia de sua obra poética organizada e prefaciada por Arnaldo Saraiva, segundo o qual "Alexei Bueno é talvez a mais poderosa voz da poesia brasileira revelada nas últimas décadas".
Em 2022 preenche uma grande lacuna na historiografia literária brasileira ao lançar pela Editora Record seu A escravidão na poesia brasileira: Do século XVII ao XXI, um ensaio antológico cobrindo um período de cerca de 350 anos, 80 poetas e mais de 220 poemas, "muitos jamais publicados em livro ou totalmente desconhecidos, e incontáveis obras-primas. Foi um trabalho enorme, na verdade toda uma vida de leitura, e nele são analisados todos os tópicos principais e recorrentes com que o tema foi tratado, sem solução de continuidade, desde o barroco até a plena atualidade."
Segundo Mires Batista Bender, o "poeta Alexei Bueno faz parte do seleto grupo de autores que escrevem poesia metafísica no
Brasil hoje". "Por meio da sondagem metafísica e das idéias eternas, captadas do gênio das civilizações clássicas, Alexei Bueno faz o questionamento da modernidade e propõe a poesia como instância da reflexão sobre a vida e o ser."

## Livros
- As escadas da torre (1984)
- Poemas gregos (1985)
- Livro de haicais (1989)
- A decomposição de J. S. Bach (1989)
- Lucernário (1993)
- A via estreita (1995 - Prêmio Alphonsus de Guimaraens, da Biblioteca Nacional, e Prêmio da APCA)
- A juventude dos deuses (1996)
- Quinze poemas mediterrâneos (1996)
- Entusiasmo (1997)
- Poemas reunidos (1998 - Prêmio Fernando Pessoa)
- Em sonho (1999)
- Antologia da poesia portuguesa contemporânea, um panorama (1999, com Alberto da Costa e Silva)
- Cruz e Sousa, 100 anos de morte, 1898-1998 (1999, catálogo da exposição na Biblioteca Nacional)
- Os resistentes (2001)
- Gamboa (2002), para a coleção Cantos do Rio
- O patrimônio construído (2002, com Augusto Carlos da Silva Teles e Lauro Cavalcanti – Prêmio Jabuti)
- Glauber Rocha, mais fortes são os poderes do povo! (2003)
- Poesia reunida (2003 - Prêmio Jabuti)
- O Brasil do século XIX na Coleção Fadel (2004)
- Antologia pornográfica (2004)
- Num reino à beira do rio (2004, com Rachel Jardim)
- Duas moedas híbridas do Império Romano (2005)
- Duelos no serpentário, uma antologia da polêmica intelectual no Brasil (2005, com George Ermakoff)
- A árvore seca (2006)
- O Nordeste a a epopeia nacional (2006 - Aula Magna na UFRN)
- Uma história da poesia brasileira (2007)
- Nikos Kazantzákis, cinquenta anos de partida (2008 - Conferência)
- Arte e História do Brasil na Coleção Fadel (2008)
- As desaparições (2009)
- Machado vive (2009 - Catálogo da exposição do centenário de morte)
- 5 visões do Rio na Coleção Fadel (2009, obra coletiva)
- Sergio Telles: caminhos da cor (2009)
- João Tarcísio Bueno, o herói de Abetaia (2010)
- Lixo extraordinário (2010, com Vik Muniz)
- O universo de Francisco Brennand (2011)
- Um manuscrito inédito de Camilo Pessanha (2011)
- Fazendas do Ouro (2011, com Mary del Priore e Tasso Fragoso Pires)
- São João Marcos, patrimônio e progresso (2011, obra coletiva)
- Castro Alves (2011)
- Machado, Euclides & outros monstros (2012)
- Cinco séculos de poesia (edição bilíngue) (2013)
- São Luís, 400 anos, Patrimônio da Humanidade (2013)
- Poesia completa (2013)
- Cem anos de Brasil: Monitor Mercantil, 1912-2012 (2013)
- Palácios da Borracha, arquitetura da Belle Époque amazônica (2014)
- Alcoofilia: 5.000 Anos de Declarações de Amor À Bebida (2015)
- Rio Belle Époque: Álbum de Imagens (2015)
- Os Monumentos do Rio de Janeiro: Inventário 2015 (2015, com Vera Dias)
- Anamnese (poesia - 2016)
- Desaparições (antologia portuguesa da obra poética - 2017)
- O poste (drama em dois atos - 2017)
- Cerração (poesia - 2019)
- Les résistants (tradução francesa integral do poema Os resistentes, por Didier Lamaison, em Courage! Dix variations sur le courage et un chant de résistance - 2020)
- Decálogo indigno para os mortos de 2020 (poesia - 2020)
- O Sono dos Humildes (poesia - 2021 - Prêmio Candango de Literatura e Prêmio Alphonsus de Guimaraens da Biblioteca Nacional)
- A escravidão na poesia brasileira: Do século XVII ao XXI (antologia - 2022)
- A noite assediada (poemas em prosa - 2022)
- Rio de Janeiro en couleurs et en relief: À Travers Les Photos Du Voyage En Amerique Du Sud D'Albert Kahn, Paris, Éditions Illustria, 2022, com Delphine Allannic, Laurent Vidal e Mélanie Moreau
- Poesia completa e traduzida (edição fora do comércio - 2023)
- Bibliografia crítica da Lapa (100 exemplares numerados e assinados - 2023)
- Cândido Torres Guimarães: Um combatente brasileiro na Primeira Grande Guerra (biografia - 2023)
- Camões: Em nós, por nós (poesia comemorativa dos 500 anos de nascimento de Camões - 2024)
- Naquele Remoto Agora (poesia - 2024)

Participação em coletâneas:
- Rio, da Glória à Piedade (Editora Rosmaninho, 2023, livro de crônicas, poemas e memórias de homenagem ao Rio de Janeiro)

## Edições organizadas
- Os Lusíadas (edição anotada, com as estrofes omitidas ou desprezadas descobertas por Faria e Sousa) (1993)
- Obra completa, de Augusto dos Anjos (edição crítica) (1993)
- Grandes poemas do Romantismo brasileiro (1994)
- Obra completa, de Mário de Sá-Carneiro (1995)
- Obra completa, de Cruz e Sousa (1995)
- Obra reunida, de Olavo Bilac. (1996)
- Poesia completa, de Jorge de Lima (1997)
- Obra completa, de Almada Negreiros (1997)
- Poesia e prosa completas, de Gonçalves Dias (1998)
- História trágico-marítima (1998)
- Poesia completa e prosa, de Vinicius de Moraes (1998)
- Poemas de amor de Fernando Pessoa (1998)
- Poemas de amor de Petrarca (1998)
- Sonetos, de Luís de Camões (1998)
- Poesias eróticas, burlescas e satíricas, de Bocage (1999)
- Os melhores poemas de Machado de Assis (2000)
- História das ruas do Rio, de Brasil Gerson, edição definitiva, conforme os originais deixados pelo autor (2000)
- Obra completa, de Álvares de Azevedo (2000)
- Poesia completa, de Alphonsus de Guimaraens, com Alphonsus de Guimaraens Filho e Afonso Henriques Neto (2000)
- Correspondência de Alphonsus de Guimaraens (2002)
- Poesía brasileira hoxe, Introdución e antoloxía de Alexei Bueno, Santiago de Compostela (2004)
- Poemas para crianças de Fernando Pessoa (2007)
- Roteiro da Poesia Brasileira: Pré-Modernismo (2007)
- Os mais belos sermões do Padre Antônio Vieira (2022)
- Ubiratan Machado, bibliófilo e leitor exemplar (2022, com Plinio Martins Filho)

## Traduções
- As Quimeras, de Gérard de Nerval (1990)
- O homem de gênio e a melancolia, o Problema XXX, 1, de Aristóteles, de Jackie Pigeaud (1998)
- Teus pés toco na sombra, de Pablo Neruda (2015)
- John Clare: poemas (2017)